# Ico
Ico (イコ Iko?) es un videojuego de aventura-puzzles para PlayStation 2 publicado a finales del año 2001 por Sony Computer Entertainment. La dirección del proyecto y el desarrollo del mismo corrieron a cargo de Fumito Ueda, quien quería crear un juego de estilo minimalista alrededor del concepto «chico conoce chica». Aunque fue originalmente planeado para la PlayStation, los cuatro años que duró su desarrollo causaron el cambio de plataforma. El equipo empleó un enfoque llamado «diseño sustractivo», que sirvió para ir reduciendo los elementos de juego que podrían interferir con la ambientación y la historia del mismo, y así crear un alto nivel de inmersión.
El protagonista del juego es un joven nacido con cuernos, algo que en su aldea natal se considera un mal presagio. Los guerreros de la aldea encierran a Ico en una fortaleza abandonada. Tras salir de su encierro y explorar un poco la fortaleza, Ico encuentra a Yorda, la hija de la reina del castillo, quien planea usar el cuerpo de Yorda para alargar su propia vida. Ico trata de escapar del castillo con Yorda, para tratar de evitar que su destino se cumpla, manteniéndola a salvo de las criaturas sombrías que intentan llevársela. A lo largo del juego, el jugador controla a Ico mientras explora el castillo, resuelve rompecabezas y ayuda a Yorda a superar obstáculos.
Ico es un juego pionero en determinados aspectos, como lo es el hecho de que cuenta una historia usando un diálogo mínimo, la animación pose a pose y los efectos de luces y sombras con alto rango dinámico, aspectos que luego han influido en juegos posteriores. Aunque no fue un éxito de ventas, fue aclamado por la crítica tanto por su historia como por los elementos artísticos, y ha recibido varios premios, incluyendo la nominación a Juego del año de los Game Developers Choice Awards. Muchos lo consideran como una obra de arte. En Europa fue reeditado en 2006, acompañando a la publicación de Shadow of the Colossus, considerado como la precuela de Ico.

## Trama
El protagonista principal es Ico (イコ Iko?), un joven con cuernos en su cabeza, algo considerado como un mal presagio en su aldea. Como parte de las costumbres de la misma, es llevado por un grupo de guerreros a un castillo rodeado por agua y encerrado en él en un sarcófago, en una cripta. Poco después de que los guerreros partan de vuelta, un temblor sacude el castillo, que Ico aprovecha para escapar de su encierro. Al poco de buscar por el castillo, Ico da con Yorda (ヨルダ Yoruda?), una chica también cautiva que habla en un idioma desconocido, y cuyo cuerpo parece emitir luz. Ico ayuda a Yorda a escapar, pero al poco tiempo se da cuenta de que es perseguida por criaturas sombrías (las almas de otros chicos con cuernos, sacrificados en su día en la fortaleza) que intentan arrastrar su cuerpo a portales de los cuales emergen. Aunque Ico no puede ser dañado por las sombras, tampoco puede derrotarlos con las armas que va encontrando, e irán saliendo cada vez más mientras trata de evitar que se lleven a Yorda con ellos. Así, la pareja trata de abrirse camino por el castillo abandonado, llegando finalmente a un puente que cruza hasta tierra firme. Antes de cruzar, la reina regente del castillo y madre de Yorda aparece y le dice que al ser su hija no puede abandonar la fortaleza. Dejando esta advertencia y cerrando las puertas que abren paso al puente, Ico y Yorda deciden volver a intentarlo y continuar. Ico consigue activar las puertas de nuevo, y Yorda usando su habilidad las abre. Yorda al haber usado toda su fuerza queda completamente débil, y mientras cruzan el puente, la Reina destruye parte de este a mitad de camino; aunque Yorda intenta salvar a Ico, este cae y queda inconsciente.
Ico se despierta sobre unas cámaras colgantes bajo el castillo, y regresa a los niveles superiores. Mientras explora estas zonas, descubre una espada mágica capaz de destruir a las sombras. Tras descubrir que Yorda ha sido convertida en una estatua de piedra por la Reina, y luchar contra todas las sombras de los espíritus de los niños, encuentra a esta en la habitación del trono. La Reina revela que no quiere que Yorda escape para que ella pueda alargar su propia vida, tal como ha venido haciendo al extraer la vida de aquellos que han ido siendo encarcelados en los sarcófagos. Y ahora piensa reiniciar su vida tomando posesión del cuerpo de Yorda. En la lucha entre la Reina e Ico, este pierde los cuernos, pero logra derrotar a la Reina con la espada mágica. Sin embargo, con su muerte, el castillo comienza a derrumbarse sobre él, perdiendo la consciencia de nuevo, ya que al matar a la reina es expulsado hacia atrás golpeándose contra una pared. Al morir la Reina también se rompe el hechizo que mantenía a Yorda convertida en piedra, aunque la luz que parecía emitir ha sido cambiada por oscuridad, y ahora es una sombra más. Yorda se lleva a Ico a salvo a una de las cavernas inferiores y lo deposita en un bote, el cual comienza a flotar a la deriva, hacia fuera del castillo y hacia la costa cercana, mas Yorda escoge no acompañarlo. Al despertar, Ico contempla el castillo en ruinas a lo lejos, y a Yorda, en forma humana, a su lado.

## Mecánica del juego
Ico es básicamente un juego de plataformas tridimensional. El jugador controla a Ico desde una perspectiva en tercera persona mientras explora el castillo e intenta escapar de él con Yorda. En cada habitación, la cámara permanece en un punto fijo, pero mantiene encuadrados a Ico o a Yorda mientras estos se mueven. El jugador también puede hacer que la cámara gire un determinado número de grados para explorar el entorno antes de acometer alguna acción arriesgada. El juego incluye muchos elementos típicos de juegos de plataformas, como el hacer que Ico salte, escale, empuje objetos y realice otras tareas como resolver rompecabezas con el fin de progresar hacia otras zonas del castillo. Estas acciones se complican por el hecho de que Ico es el único que puede realizarlas: Yorda tan solo puede saltar distancias cortas, y no puede escalar muros altos. El jugador debe usar a Ico para que ayude a Yorda a superar obstáculos, tales como levantarla hasta un borde elevado, o reordenar objetos del entorno para que Yorda pueda cruzar un hueco demasiado ancho. El jugador también puede llamar a Yorda para que siga a Ico, o hacerla esperar en algún sitio determinado. También es posible coger a Yorda de la mano y hacer así que corra un poco más rápido. El juego está hecho de forma que solo se pueda acceder a nuevas zonas si se consigue llevar a Yorda hasta determinadas puertas que solo ella puede abrir.
Las sombras que pueblan el castillo hacen la huida más complicada. Estas criaturas intentan arrastrar a Yorda hacia vórtices oscuros, lo cual consiguen si Ico la deja sola durante mucho tiempo. Ico puede ahuyentar las sombras usando armas como palos o espadas, y además puede intentar sacar a Yorda en caso de que haya sido arrastrada a algún vórtice. Aunque las sombras no pueden dañar a Ico, el juego termina si Yorda es completamente engullida por un vórtice; en ese caso, el juego se reiniciará desde el último punto de guardado. Esto también ocurrirá si el jugador cae desde una altura demasiado grande. Los puntos de guardado se representan en el juego mediante bancos de piedra en los cuales Ico y Yorda pueden descansar, hecho que el jugador aprovecha para guardar la partida.

## Desarrollo

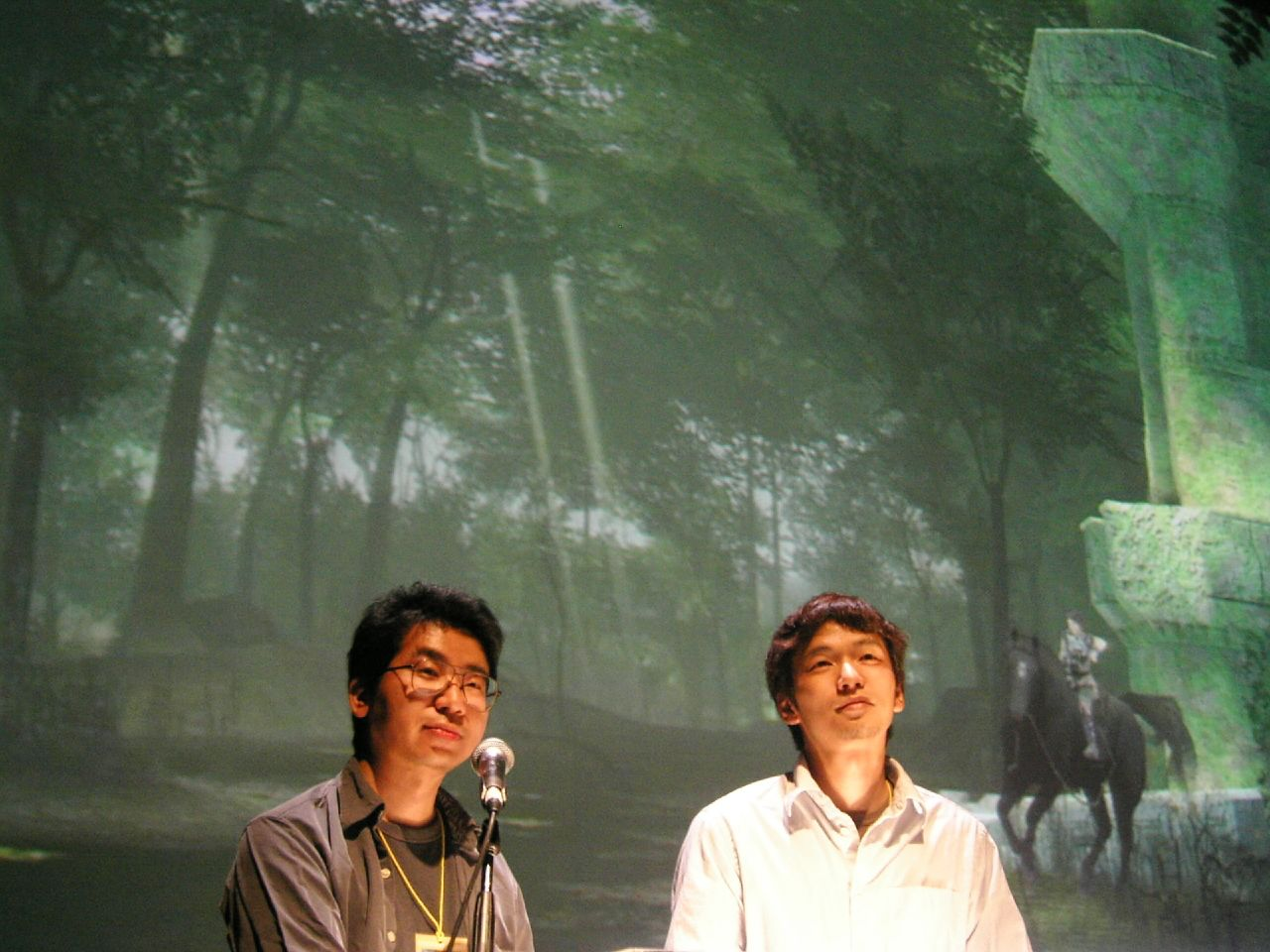
Kenji Kaido y Fumito Ueda, el equipo creativo tras Ico.

El director del desarrollo Fumito Ueda tuvo la idea original de Ico en 1997, tratando de imaginar una historia de tipo «chico conoce chica» en la cual los personajes tuvieran que cogerse de la mano durante su aventura, estableciéndose una unión entre ellos sin ningún tipo de comunicación. La principal inspiración de Ueda para Ico fue Another World, un juego de Éric Chahi, el cual usaba secuencias cinemáticas y carecía de información en pantalla, lo que hacía que jugar fuese como ver una película. El juego también mostraba una conexión emocional entre dos personajes, a pesar de tener un mínimo diálogo. Ueda también cita como influencias a los juegos Lemmings, Flashback y el primer Prince of Persia, especialmente en lo que toca a la parte de la animación y el estilo de juego. Con ayuda, Ueda creó animaciones en LightWave que le dieron una idea de lo que sería el aspecto final del juego, al tiempo que le ayudaron a definir mejor su visión del mismo. En un primer vídeo (de tres minutos de duración) Yorda tenía los cuernos en vez de Ico, y se veían criaturas robóticas disparando armas para destruir el castillo. Ueda afirma que gracias a ese vídeo (que representaba su visión) pudo centrarse mejor durante el largo proceso de desarrollo, y lo que es más, volvió a usar la misma técnica para el desarrollo de Shadow of the Colossus.
Ueda comenzó a trabajar con el productor Kenji Kaido en 1998 para desarrollar la idea y publicar el juego para PlayStation. La estética de Ico se creó a partir de tres puntos clave: hacer un juego que fuera diferente a todos los de su género, que tuviera un estilo que pudiera considerarse artístico y que la historia tuviera lugar en un escenario imaginario pero realista. El uso del «diseño sustractivo» fue la clave del proceso: se eliminó cualquier elemento del juego que pudiera interferir con la realidad expresada en el juego. Este proceso incluyó el eliminar cualquier información gráfica en pantalla, haciendo así que el jugador centrara su atención en huir del castillo, y en reducir además los diferentes tipos de enemigos a uno solo. En una primera fase del desarrollo se podía ver a Ico y Yorda luchando contra guerreros similares a los que llevan a Ico al castillo, solo que con cuernos. De hecho, el juego inicialmente consistía en que Ico debía llevar a Yorda de vuelta a su habitación del castillo, tras ser esta secuestrada por los mencionados guerreros. Ueda pensó que un juego así tendría demasiado detalle para el motor gráfico que estaban desarrollando, y como parte del «diseño sustractivo» reemplazó los guerreros por las sombras. Ueda también hizo que formaran parte del desarrollo del juego personas que no estuvieran vinculadas directamente con el mundo del videojuego: la base del equipo la formaron dos programadores, cuatro artistas y un diseñador, junto a Ueda y Kaido. Este grupo se conoce ahora como el Team ICO. Como reflexión, Ueda concluyó al final que el «diseño sustractivo» había ido un poco demasiado lejos en Ico, y de hecho no lo fueron tanto con Shadow of the Colossus.
Tras dos años de desarrollo, el equipo se topó con las limitaciones del hardware de la PlayStation y tuvo que tomar una decisión crítica: cancelar el proyecto, cambiar el desarrollo para hacer frente a las limitaciones del hardware o buscar otras opciones. El equipo decidió permanecer fiel a la visión de Ueda, y comenzó a usar el Emotion Engine, el procesador central de la PlayStation 2, aprovechando así sus características en beneficio del proyecto. La animación de los personajes se llevó a cabo mediante la técnica de la animación pose a pose, en vez de usar la captura de movimientos, que es más común. Se reconoce a Ico como uno de los primeros juegos en usar efectos de luz con alto rango dinámico, algo que se hizo más común en posteriores desarrollos para consolas de séptima generación. Finalmente, el juego fue terminado tras cuatro años de desarrollo. Ueda dejó a posta el final algo en el aire, sin esclarecer si Yorda estaba realmente viva, si podría viajar con Ico, o si simplemente todo fue un sueño del protagonista.
La cubierta de las versiones para Japón y la región PAL fue dibujada por el mismo Ueda, inspirado por el pintor surrealista Giorgio de Chirico, concretamente en su obra La nostalgia dell'infinito, ya que Ueda creyó que «el mundo surrealista de Chirico encajaba con el mundo alegórico de Ico». La versión para Norteamérica carece de esta cubierta, al igual que algunos elementos desbloqueables tras terminar el juego por primera vez. El equipo de desarrollo no pudo tener ni la cubierta ni dichos elementos desbloqueables a tiempo para la fecha de publicación que Sony tenía prevista para Estados Unidos. El juego fue posteriormente reeditado en la región PAL (salvo Francia) en 2006, tras la publicación en 2005 de Shadow of the Colossus, permitiendo así que los jugadores que se quedaron sin comprar el juego en su día pudieran «llenar el hueco en su colección».

### Audio
Ico usa una mínima cantidad de diálogos en idioma inventado, usado para contar la historia durante el juego. Los actores de doblaje son Kazuhiro Shindou como Ico, Reiko Takahashi como Yorda y Misa Watanabe como la Reina. Las palabras tanto de Ico como de la Reina se muestran en un idioma comprensible (según la edición del juego), mientras que las palabras de Yorda se muestran en un lenguaje de símbolos inventado. Ueda optó por no dar al jugador una traducción de lo que dice Yorda, ya que la barrera idiomática entre esta e Ico se habría roto, echando a perder además el concepto de «tomarse de la mano» mostrado en el juego. Sin embargo, uno de los elementos desbloqueables del juego (en las versiones que los tienen) consiste en que tras terminar el juego una vez, en las siguientes partidas se sustituye el lenguaje de símbolos por una traducción.
Durante el juego se puede oír algo de música y efectos de sonido. La banda sonora, «ICO ~Kiri no Naka no Senritsu~» (「ＩＣＯ」～霧の中の旋律～ lit. ICO: Melodía en la Niebla?), fue compuesta por Michiru Oshima, y fue editada en Japón por Sony Music Entertainment el 18 de marzo de 2002. El álbum fue distribuido por Sony Music Entertainment Visual Works. La última canción del CD, ICO ~You Were There~, está cantada por Steven Geraghty, entonces miembro del grupo Libera. El tema está inspirado en «Scarborough Fair» de la banda Simon and Garfunkel.
| ICO: Melody in the Mist |                        |          |  |
| N.º                     | Título                 | Duración |  |
| 1.                      | «Prologue»             | 0:36     |  |
| 2.                      | «Coffin»               | 1:33     |  |
| 3.                      | «Impression»           | 0:32     |  |
| 4.                      | «Castle in the Mist»   | 3:05     |  |
| 5.                      | «Beginning»            | 1:26     |  |
| 6.                      | «Who Are You?»         | 0:58     |  |
| 7.                      | «Darkness»             | 1:16     |  |
| 8.                      | «Heal»                 | 1:39     |  |
| 9.                      | «The Gate»             | 0:38     |  |
| 10.                     | «Queen»                | 1:43     |  |
| 11.                     | «Continue»             | 1:28     |  |
| 12.                     | «Déjà Vu»              | 0:52     |  |
| 13.                     | «Shadow»               | 1:33     |  |
| 14.                     | «Entity»               | 2:10     |  |
| 15.                     | «Collapse»             | 1:41     |  |
| 16.                     | «ICO ~You Were There~» | 4:27     |  |

## Acogida
A pesar de haber vendido tan solo 700.000 copias en todo el mundo (la mayor parte en la región PAL), Ico recibió buenas críticas y se convirtió en un éxito de culto. El juego fue puntuado con 90 puntos (de 100) por MetaCritic, con un 90% por Game Rankings y con un 9.5 (de 10) por MeriStation. Se considera como uno de los mejores videojuegos de todos los tiempos: en una lista de 2007 publicada por Edge se incluía a Ico en el puesto número 13. En 2005 IGN hacía lo propio, clasificándolo en el puesto número 18, y en el puesto número 57 más tarde en el año 2007. Normalmente se tiende a pensar en Ico como una obra de arte más que como un videojuego. Ueda comentó una vez que Ico está hecho así a propósito, distanciándose de los videojuegos convencionales dada la imagen negativa que estos tenían por la época, para así atraer a más compradores.
Los críticos compararon el juego a otras aventuras de corte sencillo, como Prince of Persia y Tomb Raider, pero añadiendo que, a través de su atmósfera y su entorno, el juego incentiva a una respuesta emocional por parte del jugador. David Smith, de IGN, comentó que «una vez que reduces el juego a la mínima expresión, el reto del juego consiste en «llegar desde el punto A hasta el punto B», pero el juego como un todo es una experiencia casi indescriptible». A los críticos les impactó la grandiosidad del entorno y el nivel de detalle del mismo, y las animaciones usadas para los personajes principales (a pesar de que el número de polígonos usados en ellos es relativamente bajo), y el uso de los efectos de luz. Charles Herold, del New York Times, concluyó su artículo afirmando que «Ico no será un juego perfecto, pero sí un juego de momentos perfectos».
IGN.com publicó un ranking top 100 de los mejores videojuegos de PlayStation 2 del 2010, en donde colocó a Ico en el 5.º puesto, solo superado por God of War II (4.º), GTA: Vice City (3.º), Metal Gear Solid 3 (2.º) y Shadow of the Colossus (1.º), este último fabricado por la misma desarrolladora de Ico.
Además, la página Eurogamer.es colocó a Ico entre sus 10 videojuegos predilectos e imprescindibles de PlayStation 2.

## Legado
En 2004 se editó en Japón una novelización del juego titulada «ICO -Kiri no Shiro-» (ICO -霧の城- ICO: Castillo de la Niebla?), obra de la autora Miyuki Miyabe.  La autora afirma que escribió la novela a causa del aprecio que sentía por el juego. Muchos diseñadores de juegos, como Eiji Aonuma, Hideo Kojima y Jordan Mechner, han citado a Ico como fuente de inspiración de la apariencia visual de sus juegos, incluyendo The Legend of Zelda: Twilight Princess, Metal Gear Solid 2: Sons of Liberty (el personaje Raiden debe su estilo de pelo a Yorda y en cierta etapa del juego debe guiar a una joven de la mano) y Prince of Persia: Las Arenas del Tiempo, respectivamente. Marc Laidlaw, guionista de la serie Half-Life, ha comentado que (entre otros momentos memorables del juego) el instante en el que Yorda intenta salvar a Ico para evitar que caiga del puente es «un evento significativo no solo para el juego, sino para el arte de diseñar videojuegos». El director de cine Guillermo del Toro ha citado tanto a Ico como a Shadow of the Colossus como influencias en su trayectoria como director, y considera a ambos juegos como obras maestras. Vander Caballero, exdirector creativo de EA Games Montreal, citó a Ico y al diseño de su mundo como fuente de inspiración para desarrollar su primer videojuego independiente, Papo & Yo.

### Precuela
Shadow of the Colossus (ワンダと巨像 Wanda to Kyozō?, lit. «Wander y los colosos»), publicado para PlayStation 2 en octubre de 2005 en Japón y Estados Unidos, fue desarrollado por el mismo equipo que desarrolló Ico. El juego tiene unos gráficos, jugabilidad y elementos narrativos similares a Ico. A menudo se ha hecho referencia a este juego como Nico (Next Ico) en la prensa, antes de que el título definitivo se desvelara. Cuando se le preguntó a Ueda sobre la conexión entre los dos juegos, afirmó que Shadow of the Colossus es una precuela de Ico, lo cual se deja ver al final del juego con el nacimiento del primer niño con cuernos. Team ICO trabajó en un juego para PlayStation 4 desde principios de 2009, y se sabe que tiene conexión con Ico y Shadow of the Colossus. Se llama The Last Guardian.